# Kusán Birodalom
A Kusán Birodalom a jüecsik – utóbb kusánok – állama volt Közép-Ázsiában, Kelet-Baktria, avagy Tokharisztán szűkebb környezetében, valamint az Indiai-félsziget északnyugati felében. Az i. sz. 1. századtól az i. sz. 3. század közepéig állott fenn.

## Történetük
A kusánok kínai forrásokban eleinte jüecsi (月氏) néven szerepelnek. (E név helyes átírása kínaiból jüecse lenne.) A két szótagú kifejezés jelentése: Hold népe. Ami a szóban forgó nép saját nevét, nevük tartalmát illeti, forrásaink erről hallgatnak.
Időszámításunk előtt 120. és i. sz. 10. között a jüecsik – miután az i. e. 129. évben elfoglalták Szogdia délkeleti felét és Kelet-Baktriát –, megerősödtek, és a környező területekre is kiterjesztették befolyásukat. Öt törzsük neve kínai forrásokban Hsziumi (休密), Kujsuang (貴霜), Suangmi (雙靡), Hszitun (肸頓) és Tumi (都密).
A kínai kujsuang megnevezés görögösen kosszanosz, baktriai köntösben kusano, pehleviben kusan alakban jelenik meg stb. A kusánok törzse, illetve annak fejedelme, avagy jabguja, Kozola Kadaphesz az i. sz. 30. év táján úrrá lett a többi négy törzsön, és megalapította az egységes Kusán Birodalmat. Az egyesítés után a Birodalom nagyjából 250 évig állott fenn.
A Hou Han su 88. fejezete ekként ír a jüecsék eredetéről és felemelkedéséről:
„Korábban, amikor a jüecséket (月氏) tönkretették a hsziungnuk (匈奴), Tahsziába (大夏) [Tokharisztán, Kelet-Baktria] költöztek, és felosztották az országot öt hszihou (翖侯) [jabgu: nagyúr] között, nevezetesen Hsziumi (休密), Suangmi (雙靡), Kujsuang (貴霜), Hszitun (肹頓) és Tumi (都密). Több mint száz évvel később Kujsuang hszihouja, Csiucsiucsüe (丘就卻) [Kozola] megtámadta és elpusztította a [többi] négy hszihout, és elfogadtatta magát mint királyt; az államot Kujsuangnak nevezték. A király betört Anhszi (安息) [Parthia] területére, elfoglalta Kaofu (高附) országát [Kabulisztán], továbbá tönkretette Putát (濮達) [?] és Csipint (罽賓) [Kapisa és Gandhára] és birtokba vette területüket. Csiucsiucsüe több mint nyolcvanéves korában halt meg, és fia, Jangaocsen (閻膏珍) követte őt mint király. Az ő idejében tönkretette Tiencsut (天竺) [India], és hadvezért helyezett oda, hogy ellenőrizze. Azóta a jüecsék rendkívül gazdagok és erősek. A különböző államokban [uralkodójukra] »Kujsuangok királyaként« hivatkoznak, de a Han (漢) a régi megszólításra alapozva Ta jüecsékről (大月氏) [Nagy jüecsék] beszél.”
A történészek a kusánok uralmának időszakát három szakaszra osztják. Az első három kusán uralkodót korai kusánoknak nevezik, a következő négyet nagy kusánoknak, a további négyet pedig a késői kusánoknak. Uralkodásuk idejét, valamint nevüket a Kusán uralkodók listája sorolja fel.

## A korai kusánok
A korai kusánok népessége már öntözéses földműveléssel foglalkozott, bár a többség még gyakorolta a belső-ázsiai pusztai népekre jellemző pásztorkodó állattartást.

### Kozola Kadaphesz (i.sz. kb. 30–80.)
Nevét az általa kibocsátott pénzérméken kezdetben még görög minta alapján írták. Nevének első elemében – állítja Aradi Éva – felfedezhető a Dzsula név, amely feltételezhetően a mi Gyula szavunk őse. A felirat második eleme az uralkodócsalád neve görögös köntösben.
Igen eltérőek a vélemények, hogy mikor is kezdte meg uralkodását Kozola Kadaphesz. A kutatók a leginkább pontosnak mondható kínai évkönyvekre, illetve bizonyos perzsa és hindu forrásokra hivatkoznak. Egyes források szerint Kozola apja, Heraiosz az i. sz. 10. évben halt meg, és Kozola ekkor ült királyi székére. Más vélemények szerint az i. sz. 1. évtől a 40. évig uralkodott, a nyugati tudósok pedig az i. sz. 30. évre teszik uralkodásának kezdetét.
Uralkodásának idejében Kozola elfoglalta Gandhárát (ma Pakisztán északi része), Kasmírt és a Kabul folyó völgyét. Negyven évig uralkodott, és nyolcvanéves múlt, amikor meghalt.

### Érméi
A baktriai ásatásoknál sok Kozola-érmét találtak, elsősorban kis méretű réz tetradrachmákat. Az egyik Baktriában talált érméjén az előlapon görög betűkkel, baktriai nyelven a következő felirat olvasható: Kozola Kadaphesz Kosanou Zaoou (Kozola Kadaphesz kusán jabgu), a hátlapon pedig prákrit nyelven kharosti írással: Kujula-Kaphasa Saoadhrama-thitasa Khusanasa Yaüasa. Utóbbi felirat jelentése: Kujula-Kaphasa, az igaz vallás megtartója, Kusán jabgu.